# Эр-Раи
Эр-Раи (араб. الراعي‎) — небольшой город на северо-западе Сирии, расположенный на границе с Турцией, в одноимённой нахии района Эль-Баб на севере мухафазы Халеб.

## Транспорт

### Железная дорога
Пограничные ворота железной дороги Эр-Раи, которые закрытые с 1981 года, были вновь открыты 22 декабря 2009 года после обновления 62-километровой линии между Алеппо и Эр-Раи. На церемонии открытия приняли участие министры транспорта Турции и Сирии, Бинали Йылдырым и Яроб Сулейман.

### Воздушный
Ближайшие аэропорты — аэропорт Огузели (Газиантеп, Турция) и Международный аэропорт Алеппо.